# Ruahine (Schiff, 1951)
Die Ruahine war ein Kombischiff der in Großbritannien ansässigen New Zealand Shipping Company, das 1951 in Dienst gestellt wurde. Das 1968 in Oriental Rio umbenannte Schiff blieb bis 1974 in Fahrt und ging anschließend zum Abbruch nach Taiwan. Die Ruahine war das letzte Schiff, das für die 1973 aufgelöste New Zealand Shipping Company in Dienst gestellt wurde.

## Geschichte
Die Ruahine wurde am 24. Oktober 1949 bei John Brown & Company in Clydebank auf Kiel gelegt und am 11. Dezember 1950 vom Stapel gelassen. Nach der Übernahme durch die New Zealand Shipping Company am 3. Mai 1951 brach das Schiff am 22. Mai 1951 zu seiner Jungfernfahrt von London nach Auckland auf.
Am 28. Dezember 1966 ging die Ruahine in den Besitz der Federal Steam Navigation Company in London über, wurde jedoch weiterhin von der New Zealand Shipping Company bereedert. Das Schiff blieb knapp zwei weitere Jahre im Liniendienst nach Neuseeland, ehe es im September 1968 als Oriental Rio an die Orient Overseas Line mit Sitz in Hongkong ging. Nach Umbauarbeiten in Hongkong nahm die Oriental Rio am 16. Februar 1969 in San Diego den Dienst für die Chinese Maritime Trust Ltd. auf und stand fortan auch für Kreuzfahrten im Einsatz.
Im Januar 1974 wurde das Schiff nach knapp 23 Dienstjahren ausgemustert und zum Abbruch nach Taiwan verkauft. Am 15. Januar 1974 traf es in Kaohsiung ein, wo es ab dem 18. Februar abgewrackt wurde.